# Marjorie Renard
Marjorie Renard (25 januari 1977) is een Belgisch voormalig judoka en jiujitsuka.

## Levensloop
In 1998 behaalde Renard brons op de wereldkampioenschappen jiujitsu te Berlijn in de categorie +70kg.